# Special Olympics Sambia
Special Olympics Sambia (englisch: Special Olympics Zambia) ist der sambische Verband von Special Olympics International, der weltweit größten Sportbewegung für Menschen mit geistiger Beeinträchtigung und Mehrfachbeeinträchtigung. Ziel ist die sportliche Förderung dieser Personengruppe und die Sensibilisierung der Gesellschaft für sie. Außerdem betreut der Verband die sambischen Athletinnen und Athleten bei den Special Olympics Wettbewerben.

## Geschichte
Special Olympics Sambia wurde 1999 mit Sitz in Lusaka gegründet und 2001 von Special Olympics International anerkannt.

## Aktivitäten
2015 waren 2.407 Athletinnen, Athleten und Unified Partner sowie 225 Trainer bei Special Olympics Sambia registriert.

### Sportarten
Folgende Sportarten wurden 2016 vom Verband angeboten:
- Basketball (Special Olympics)
- Fußball (Special Olympics)
- Leichtathletik (Special Olympics)
- Volleyball (Special Olympics)

### Teilnahme an Weltspielen vor 2020
• 2015 Special Olympics World Summer Games, Los Angeles, USA (3 Athletinnen und Athleten)
• 2019 Special Olympics, World Summer Games, Abu Dhabi (8 Athletinnen und Athleten)

### Teilnahme an den Special Olympics World Summer Games 2023 in Berlin
Special Olympics Sambia nahm an den Special Olympics World Summer Games 2023 zwar teil, konnte aber nicht rechtzeitig vorher für das Host Town Program anreisen. Es war geplant, dass die Delegation, bestehend aus 7 Athletinnen und Athleten sowie 12 Betreuern, vor den Spielen im Rahmen dieses Programms von Kelkheim betreut werden sollte. Das Team gewann bei diesen Weltspielen drei Gold-, eine Silber- und eine Bronzemedaille.